# (4263) Abashiri
(4263) Abashiri – planetoida z pasa głównego asteroid okrążająca Słońce w ciągu 3,34 lat w średniej odległości 2,24 j.a. Odkryli ją 7 września 1989 roku dwaj japońscy astronomowie amatorzy Masayuki Yanai i Kazurō Watanabe w Kitami. Jej nazwa pochodzi od miasta Abashiri we wschodniej części Hokkaido.